# Fernando Coelho Filho
Fernando Bezerra de Sousa Coelho Filho GCRB (Recife, 28 de fevereiro de 1984) é um administrador de empresas e político brasileiro, filiado ao União Brasil (UNIÃO). Foi Ministro de Minas e Energia do Brasil no Governo Michel Temer, e é deputado federal pelo estado de Pernambuco.
Filho do ex-senador Fernando Bezerra Coelho e Adriana Coelho, é irmão do ex-prefeito de Petrolina Miguel Coelho e do deputado estadual Antônio Coelho. Foi o deputado federal mais jovem do Brasil, ao ser eleito pelo estado de Pernambuco em 2006 com 117.720 votos, sendo reeleito em 2010 com 166.493 votos e novamente reeleito em 2014 com 112.684 votos.

## Descendente da Família Coelho Rodrigues
Fernando Coelho Filho faz parte da tradicional família Coelho Rodrigues de Paulistana, estado do Piauí, com raízes genealógicas na Freguesia de Paço de Sousa, no Distrito do Porto, em Portugal, visto que era bisneto de Clementino de Souza Coelho (Coronel Quelê), sendo, portanto, heptaneto de Domiciana Vieira de Carvalho e Valério Coelho Rodrigues.
Seu hexavô paterno, Lourenço Rodrigues Coelho (nasceu em Paulistana, Piauí) foi Membro da Junta Trina de Governos da Capitania do Piauí, no ano de 1797, na qualidade de vereador mais velho do senado da câmara de Oeiras.
O seu heptavô paterno, Valério Coelho Rodrigues, firmou importantes raízes históricas e sociais na Região do Nordeste e gerou uma vasta família com descendência que se projeta na política nacional do Brasil até os dias de hoje.
Como forma de homenagear Valério Coelho Rodrigues, o Governador do Piauí instituiu a Ordem Estadual Valério Coelho Rodrigues, pelo Decreto nº 15.311, de 19 de agosto de 2013, com a finalidade de agraciar cidadãos que se destacam por serviços de excepcional relevância prestados ao Estado.

## Parlamentar
Entre os Projetos de Lei apresentados pelo deputado federal destacam-se o PL 4086/2012, que dá incentivo fiscal à produção e comercialização de veículos automóveis movidos a eletricidade ou híbridos, e o PL 4889/2009, que concede isenção do Imposto sobre Produtos Industrializados (IPI) para veículos, máquinas e equipamentos de fabricação nacional adquiridos por órgãos da administração municipal. Também são de autoria de Fernando Coelho Filho o PL 5578/2009, que torna obrigatório o uso de inscrição em braile em embalagens de medicamentos e obriga os fabricantes de medicamentos a disponibilizar às farmácias e drogarias bulas escritas em braile, com o mesmo teor das convencionais, para fornecimento junto com os medicamentos vendidos a deficientes visuais.
O deputado federal também propôs o PL 1389/2007, que concede benefícios fiscais às empresas de agronegócio, chamadas de âncora agrícola ou agente agroindustrial, e aos seus produtores integrados, baseados na agricultura irrigada na área de atuação da Agência de Desenvolvimento do Nordeste (Adene). E apresentou ainda o PL1470/2007, que concede descontos especiais nas tarifas de energia elétrica para agricultores familiares e empreendedores rurais da área do Semiárido definida como Polígono das Secas.
Merecem também destaque o PL 1522/2007, que incentiva a produção de etanol a partir da utilização de mandioca ao reduzir as alíquotas da contribuição para o PIS/Pasep e da Cofins incidentes sobre a receita bruta da venda de álcool para fins carburantes produzidos com esta matéria-prima, e o PL 2297/2007, que propõe a criação da Zona de Processamento de Exportação (ZPE) no município de Petrolina, em Pernambuco. O deputado foi vice-líder do bloco formado pelo PSB, PTB e PCdoB na Câmara dos Deputados de fevereiro de 2011 a março de 2012.

Foi reeleito deputado federal em 2014, para a 55.ª legislatura (2015-2019). Votou a favor do impeachment de Dilma Rousseff. Já durante o Governo Michel Temer, votou a favor da PEC do Teto dos Gastos Públicos. Em abril de 2017 foi favorável à Reforma Trabalhista. Em agosto de 2017 votou contra o processo em que se pedia abertura de investigação do então presidente Michel Temer, ajudando a arquivar a denúncia do Ministério Público Federal.